# Kościół św. Jakuba w Warszawie (Tarchomin)
Kościół św. Jakuba – kościół parafialny przy ul. Mehoffera w Warszawie, w diecezji warszawsko-praskiej, w dekanacie tarchomińskim. Jest siedzibą parafii św. Jakuba Apostoła. 
Świątynia jest wybitnym przykładem gotyku mazowieckiego.

## Historia
Początki kościoła pod wezwaniem św. Jakuba Apostoła w Warszawie sięgają początków XV w., a pierwsza informacja o kościele pochodzi z 1427 z księgi ławniczej miasta Nowej Warszawy. 
W 1510 roku  szlachcic Grzegorz Borzym, pełnomocnik panny Małgorzaty i ur. Adriana z Gołymina pozostawił testament, w którym poleca pochować swe ciało w kościele św. Jakuba w Tarchominie i pozostawia dla kościoła legat 4 kopy groszy wierzytelności u ur. Wojciecha dz. z Tarchomina za bróg żyta i dziesięcinę kupioną w Ciemniewie. Testament spisał Tomasz wikariusz w Tarchominie, w obecności Pawła Baczewskiego, stryjecznego brata Grzegorza Borzyma z Baczy koło Ciechanowa.
W II połowie XV w. gospodarzem Tarchomina została rodzina Gołyńskich. Murowany kościół został wzniesiony przez wojewodę mazowieckiego Jakuba Gołyńskiego oraz jego syna, kanonika katedralnego płockiego Mikołaja Gołyńskiego pełniącego również funkcję proboszcza Tarchomina. Budowa kościoła była kontynuowana przez kolejnego właściciela Białołęki, starostę warszawskiego Adriana Gołyńskiego. Za rok budowy przyjmuje się 1518 – data ta została umieszczona na jednej z cegieł w prezbiterium. Nie wiadomo dokładnie, czy budowa została zakończona za życia zmarłego w 1540 Gołyńskiego, ale kościół stał już w 1570, kiedy kanonik płocki Jan Dąbrowski ufundował w nim altarię. Kościół zbudowano na niewielkim sztucznie usypanym wzgórku w celu zabezpieczenia go przed wylewami Wisły. Został konsekrowany przez biskupa płockiego Piotra Dunina Wolskiego.
Kościół był budową jednonawową z węższym i niższym prezbiterium skierowanym na południowy wschód, zbudowaną z cegły w stylu gotyckim. Wejście znajdowało się pierwotnie w ścianie bocznej. Świątynia została konsekrowana w 1582 przez biskupa płockiego Piotra Dunina Wolskiego. W czasie potopu szwedzkiego kościół został ograbiony i od tej pory niszczał w związku z wyludnieniem zniszczonego Tarchomina.
W początkach XVIII w. Tarchomin został zakupiony przez rodzinę Ossolińskich. Z inicjatywy Franciszka Maksymiliana Ossolińskiego w 1720 rozpoczęto restaurację i rozbudowę świątyni. Do 1730 wybudowano nową zakrystię, skarbiec przy prezbiterium i barokową kruchtę od frontu. Kościół wzmocniono 12 skarpami, otynkowano i pokryto nowym dachem. Uporządkowano również cmentarz przykościelny, wzniesiono budynki kostnicy i dzwonnicy, które wbudowano w mur otaczający cmentarz. We wnętrzu kościoła został zbudowany nowy drewniany chór muzyczny, ołtarz główny z tabernakulum, dwa ołtarze boczne, położono także nowe stropy. Po 1730 wybudowano nową ambonę, chrzcielnicę z czarnego marmuru i kryptę grobową rodziny Ossolińskich. W 1785 ówczesny proboszcz ks. Franciszek Czajkowski dokładnie opisał parafię ukazując usytuowanie i położenie kościoła parafialnego. Parafia wówczas należała do diecezji płockiej, archidiakonatu pułtuskiego, dekanatu radzymińskiego, województwa mazowieckiego, ziemi i powiatu warszawskiego. W 1878 w kościele zostały zainstalowane siedmiogłosowe organy. 
W 1881 majątek Tarchomina kupił Władysław Kisiel-Kiślański, dzięki któremu w latach 1894–1898 przeprowadzono gruntowny remont kościoła i innych zabudowań. Naprawiono wtedy zewnętrzne tynki, posadzka pokryta została lastrikiem, zaś na ścianach prezbiterium Franciszek Stelmaski namalował postacie czterech ewangelistów oraz św. Stanisława i św. Wojciecha. Usunięto również cztery stare i zniszczone ołtarze oraz odremontowano ołtarze – główny i dwa boczne – oraz ambonę. 
W 1941 Niemcy skonfiskowali dzwony, a w 1944 kościół poniósł straty z powodu działań wojennych. Uszkodzony dach i stropy naprawiono w 1945, zaś w latach 1982–1983 dach pokryto miedzianą blachą.
W 1965 roku świątynia wraz z dzwonnicą została wpisana do rejestru zabytków. 

## Architektura
Jednonawowy kościół zbudowano w stylu gotyckim z cegły ułożonej w wątku polskim. Na jednej ze ścian bocznych zachowały się ślady portalu oraz dekoracji z zendrówki. Od frontu w XVIII wieku dobudowano barokową kruchtę. 
Wnętrze świątyni jest utrzymane w stylu barokowym. Znajdują się tam chrzcielnica z czarnego marmuru, lichtarze z herbem fundatora i płyta spiżowa do krypty, a także tablice ku pamięci Stadnickich z XVIII w. i rzeźby Piotra i Pawła z drewna lipowego. Z końca XIX w. pochodzą posadzka i malowidła czterech Ewangelistów oraz św. Stanisława i Wojciecha. W podłodze ozdobna metalowa płyta z herbem Ossolińskich herbu Topór i napisem: Aedificat proprias hic ascia moesta ruina przykrywająca kryptę, w której pochowano chorążego Dworu Królewskiego, kapitana sandomierskiego, Regimentu Laski Wielkiej Królewskiej Chorągwi Ignacego Ossolińskiego zmarłego jako pięcioletnie dziecko w 1755, ale już obdarzonego tytułami. Trumienkę z kośćmi i tabliczką informacyjną odkryto w 1978 przy budowie sali dla ministrantów.
W ołtarzu głównym znajduje się obraz przedstawiający Pana Jezusa na Krzyżu, a nad nim obraz przedstawiający patrona kościoła, św. Jakuba Apostoła. Po bokach znajdują się dwie wysokie drewniane figury św. Piotra i św. Pawła. Świątynia ma dwie zakrystie.
Organy zbudował w końcu XIX wieku Józef Szymański z Warszawy, po wojnie częściowo je rozbudowano, a w 1978–1979 zostały gruntownie wyremontowane. W 2006 organy zostały rozbudowane poprzez dodanie II manuału.

## Galeria

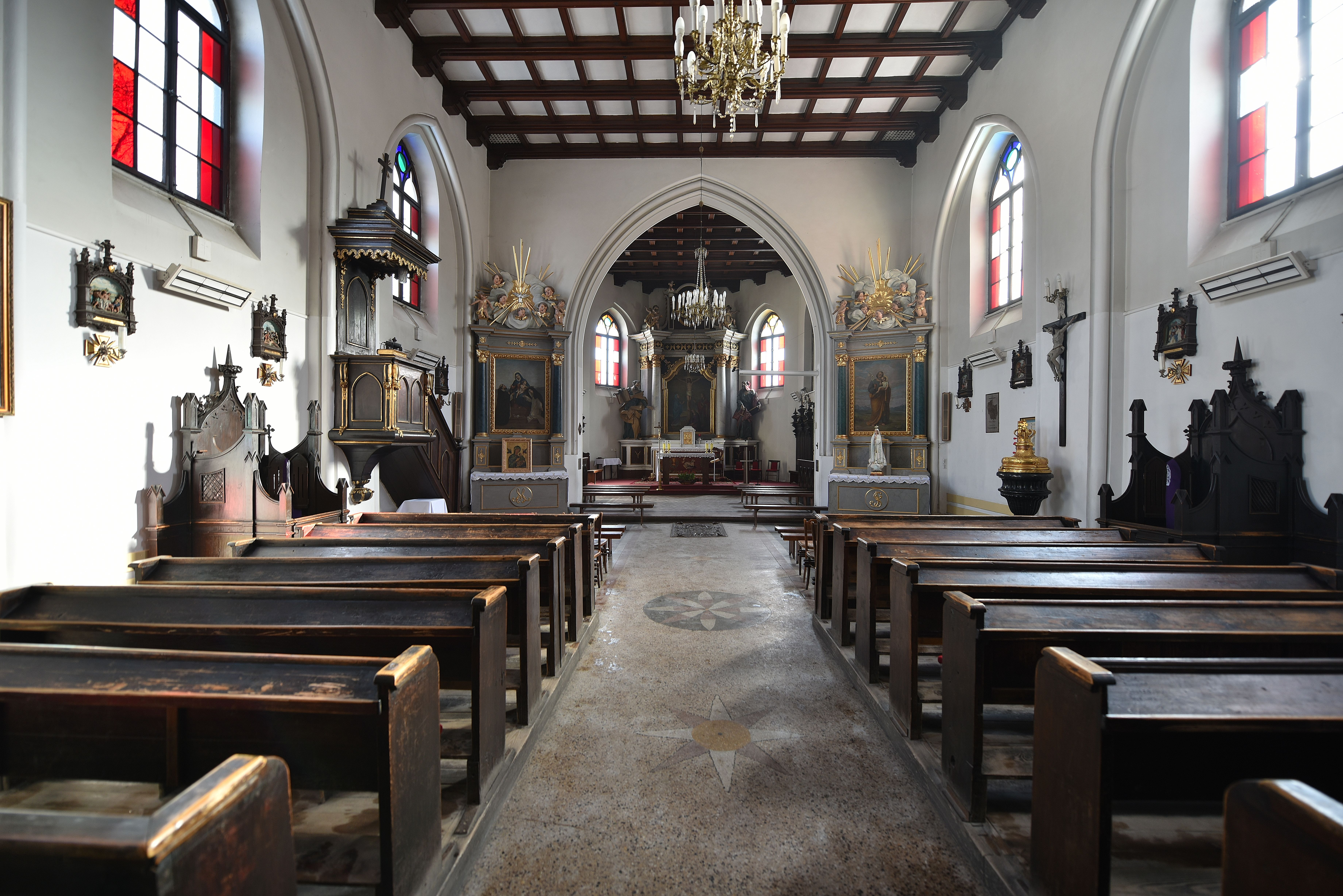
Wnętrze świątyni, widok w kierunku ołtarza głównego
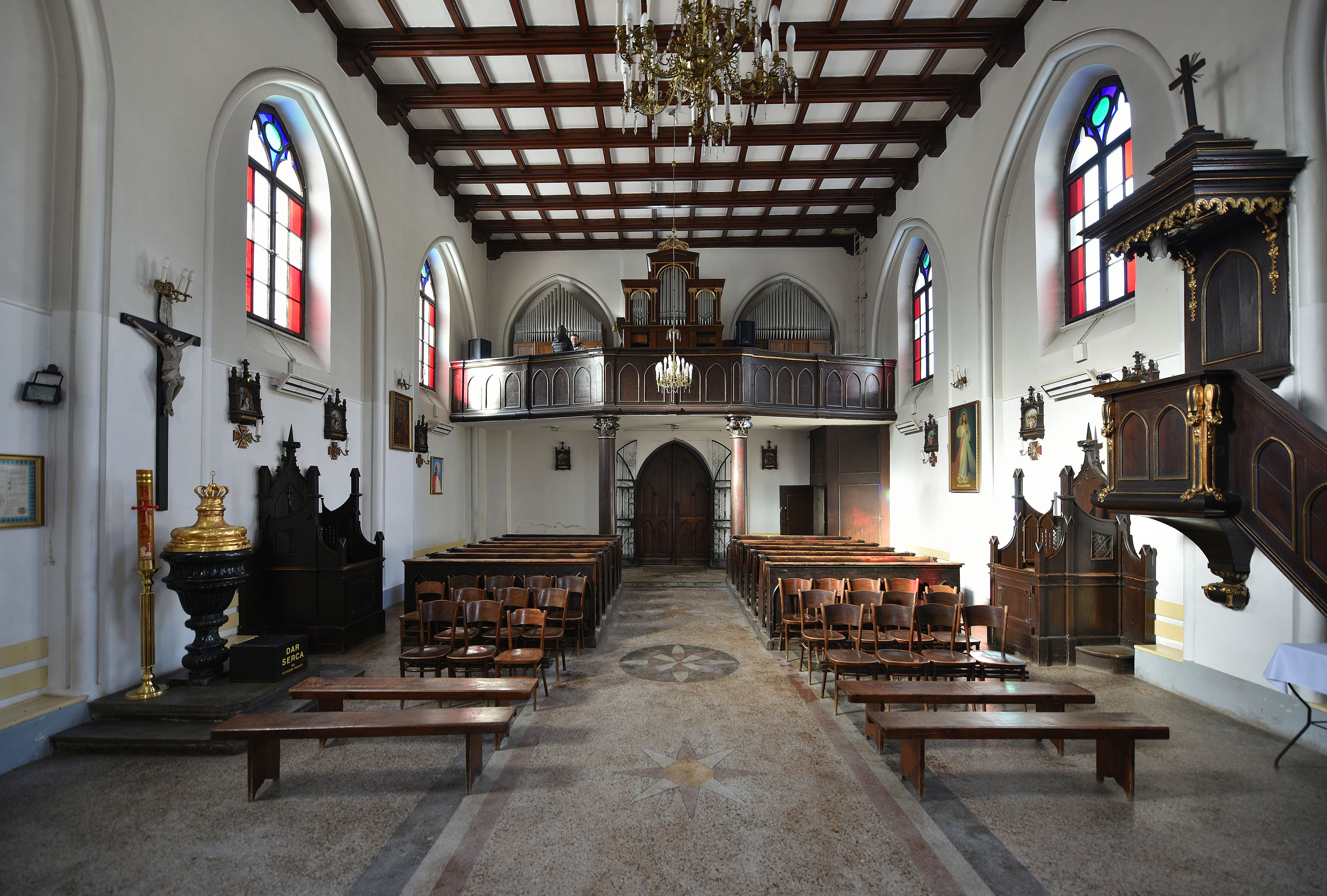
Widok w kierunku chóru
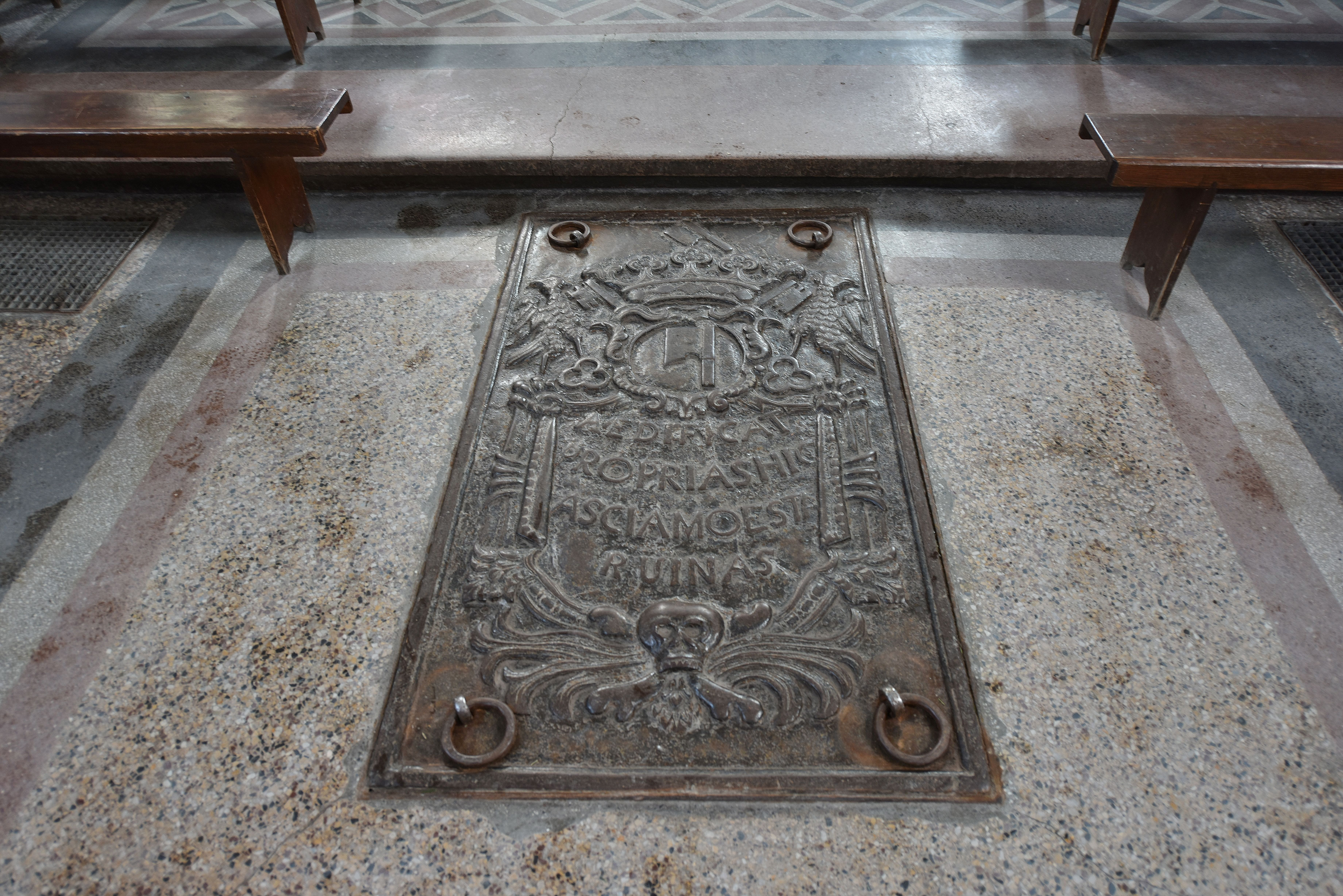
Metalowa płyta z herbem Ossolińskich herbu Topór
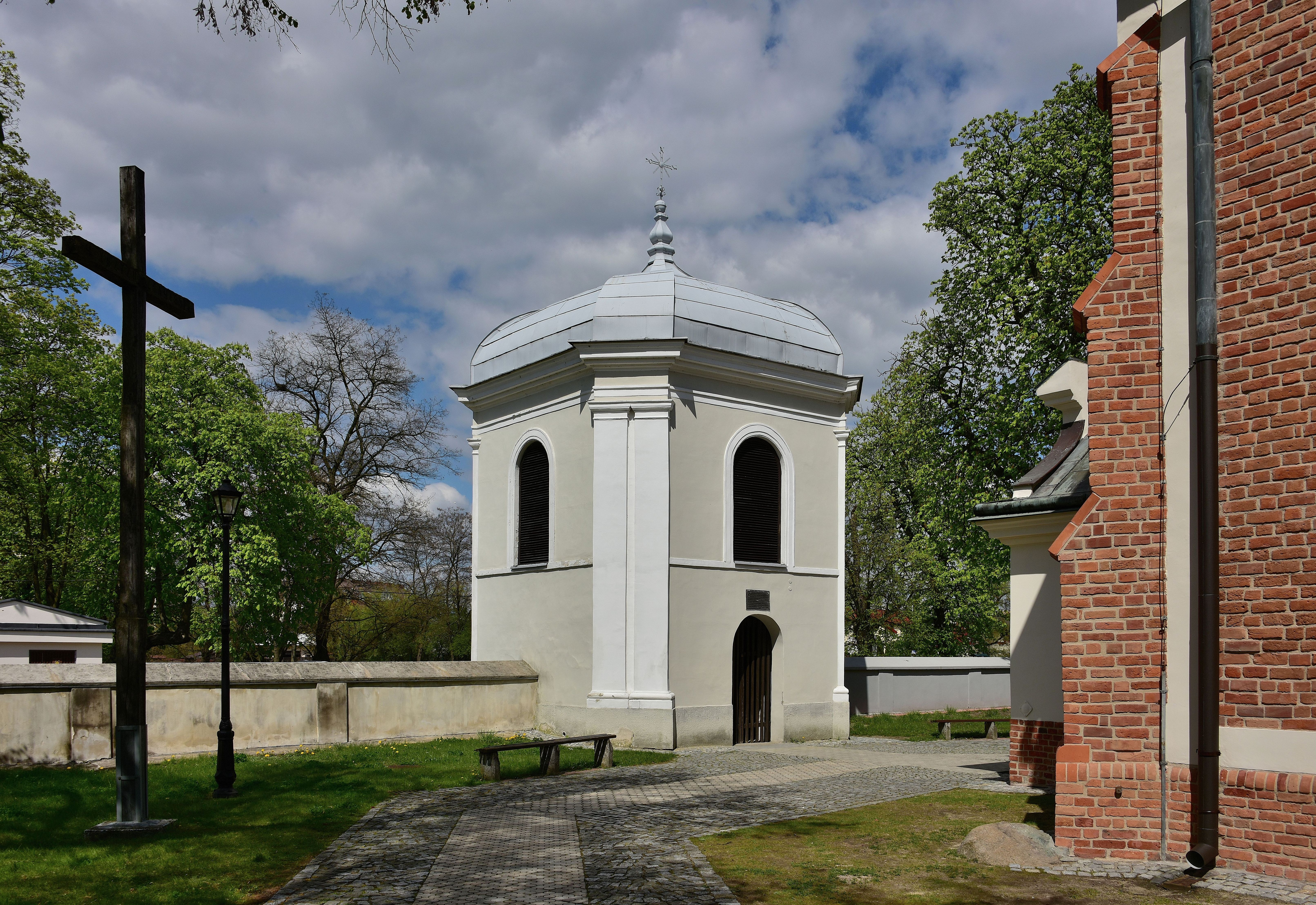
Barokowa dzwonnica